# Dicranoptycha prolongata
Dicranoptycha prolongata là một loài ruồi trong họ Limoniidae. Chúng phân bố ở miền Cổ bắc.